# Crenshaw/I-105 (Metro de Los Ángeles)
Crenshaw/I-105 es una estación en la línea C del Metro de Los Ángeles y es administrada por la Autoridad de Transporte Metropolitano del Condado de Los Ángeles. La estación se encuentra localizada en Crenshaw Boulevard en Hawthorne, California.

## Conexiones de autobuses
- Metro Local: 207, 210
- Metro Rapid: 710, 757